# Sahara Hideki
Hideki Sahara (sinh ngày 15 tháng 5 năm 1978) là một cầu thủ bóng đá người Nhật Bản.

## Sự nghiệp câu lạc bộ
Hideki Sahara đã từng chơi cho Kawasaki Frontale và FC Tokyo.